# Pallasca (distrito)
O Distrito peruano de Pallasca é um dos onze distritos que formam a Província de Pallasca, situada no Ancash, pertencente a Região Ancash, Peru.

## Transporte
O distrito de Pallasca é servido pela seguinte rodovia:
- PE-3N, que liga o distrito de La Oroya (Região de Junín) à Puerto Vado Grande (Fronteira Equador-Peru) no distrito de Ayabaca (Região de Piura)
- AN-100, que liga a cidade de Tauca ao distrito de Tauca
- AN-101, que liga a cidade ao distrito de Pampas[2][3][4]